# La Mata de Castilviejo
La Mata de Castilviejo es un antiguo castillo y asentamiento minero en el actual término municipal de Trasmoz (Aragón, España).

## Historia
La primera población de la zona que consta se debe la erección de un castillo por Sancho VII de Navarra. Sancho había recibido en prenda varias localidades en la zona de Trasmoz en el siglo XIII por sus préstamos al rey de Aragón y mandó edificar poblaciones y castillos en la zona. Castilviejo fue construido tras 1212 por el navarro, sobre una colina que controlaba el acceso suroeste al valle del Huecha. Seguía en manos de Sancho en 1232, como confirmaba documentalmente Jaime I de Aragón y no volvió a dominio real aragonés hasta 1278. En fecha indeterminada fue abandonado como fortificación y la zona empleada como dehesa. Podría ser uno más de los casos de poblaciones abandonadas en la extremadura aragonesa durante el siglo XIV, cuando la peste negra y la guerra de los Dos Pedros supusieron la despoblación de múltiples castillos y aldeas.
Trasmoz, y su término incluyendo Castilviejo, fue donada a los Ximénez de Urrea en 1437 como parte de la confiscación de territorios a la casa de Luna tras su insurrección al no acatar el compromiso de Caspe. Los Ximénez de Urrea consolidaron en las décadas siguientes sus territorios en la zona, en la que ya poseían el vizcondado de Rueda, en lo que con el tiempo devendría el condado de Aranda y prestaron especial interés a la explotación minera de sus dominios. Consta un intento de crear una ferrería en Jarque de Moncayo en 1488 para la que se conceden permisos de explotación forestal en La Mata y una concesión del rey Fernando II al señor de Trasmoz Pedro Manuel Ximénez de Urrea el 10 de octubre de 1498 para crear una mina de hierro en La Mata en sí.
Así se ubicó en La Mata de Castilviejo a finales del siglo XV una nueva ferrería con una forja alimentada por la fuerza del agua del barranco próximo. Dado el poco caudal de este, se le concedió en 1500 una toma de aguas de los barrancos cercanos (controlados por la encomienda de Ambel). La explotación fue complicada, siendo motivos de pleitos a principios del siglo XVI entre la rama primogénita de los condes de Aranda y la secundaria de los señores de Trasmoz. En 1518 constan quejas por su malas condiciones en comparación la más exitosa ferrería de Ainzón. Probablemente fuera muy perjudicada por los conflictos armados entre los Ximénez de Urrea (señores de Trasmoz y condes de Aranda) con los Gurrea y Aragón (señores de Pedrola y parientes del castellán de Amposta y conde de Ribagorza, con el apoyo del monasterio de Veruela) que asolaron la zona en los años previos. Pese a ello siguió en funcionamiento durante todo el siglo XVI.
En el siglo XVII constan menciones a la mina de hierro de Trasmoz por parte del Bayle General de Aragón en 1630. En 1648, Felipe IV confirmó la donación de Fernando II. Para el siglo XVIII había en cambio pasado a manos del concejo municipal.